# Egyiptomban történt légi közlekedési balesetek listája
Az Egyiptomban történt légi közlekedési balesetek listája mind a halálos áldozattal járó, mind pedig a kisebb balesetek, meghibásodások miatt történt, gyakran csak az adott légiforgalmi járművet érintő baleseteket is tartalmazza évenkénti bontásban.

## Egyiptomban történt légi közlekedési balesetek

### 2013
- 2013. február 26. 07:00 (helyi idő szerint), Luxor. A Sky Cruise által üzemeltetett Ultramagic N–425-ös hőlégballon,[1] melynek lajstromjele SU-283 volt,[2] húsz utassal és a pilótával a fedélzeten városnéző utazásra indult. A hőlégballon kigyulladt és 19 fő életét vesztette.[3]

### 2018
- 2018. január 5., Luxor. Földnek csapódott az erős szél miatt egy hőlégballon. A balesetben 1 turista meghalt, 7 megsebesült.[4]